# نظام سلامت ایالات متحده آمریکا

شهروندان دارای بیمه درمانی خصوصی (از طریق کارفرما یا خود بیمه شده)، شهروندان دارای بیمه درمانی دولتی (Medicaid، Medicare، بهداشت نظامی، Tricare، اداره بهداشت جانبازان) و شهروندان بدون بیمه درمانی - هر کدام میلیون‌ها در سال ۲۰۱۷

نظام سلامت ایالت متحده آمریکا شامل همه افراد و همچنین کلیه سازمان‌ها و نهادهای دولتی و خصوصی است که برای ارتقاء و حفظ سلامت و پیشگیری و درمان بیماری‌ها و آسیب‌ها فعالیت می‌کند. همچنین شامل کلیه مقررات مربوط به روابط در سیستم مراقبت‌های بهداشتی بین شرکت‌های بیمه، بیمه شدگان، ارائه دهندگان خدمات و سایر گروه‌های مشمول می‌باشد. تا سال ۲۰۱۴، آیین‌نامه مربوطه به‌طور کلی پوشش بیمه درمانی شهروندی به عنوان یک موضوع خصوصی شمرده می‌شد؛ هیچ تعهد بیمه درمانی عمومی وجود نداشت. مراقبت‌های بهداشتی دولتی برای شهروندان زیر ۶۵ سال فقط در موارد استثنایی در دسترس است. سال ۲۰۰۸ ۴۵٫۷ میلیون یا ۱۵٫۳٪ حدود ۳۰۰ میلیون نفر از شهروندان نه بیمه خصوصی بودند و نه می‌توانستند از کمک‌های دولتی استفاده کنند.
در صورت بروز فوریت‌های پزشکی، بیمارستان‌ها طبق قانون فوریت‌های پزشکی و کار موظف هستند که بیماران بی بیمه یا به اندازه کافی بیمه نشده را در اتاق اورژانس درمان کنند، حتی اگر پیش‌بینی شود که قبض آن قادر به پرداخت نیست. در مورد مشکلات سلامتی که (هنوز) به سطح اورژانس پزشکی نرسیده، چنین بیمارانی قابل رد هستند.
در سال ۲۰۰۸، ۸۴٫۷٪ از ساکنان ایالات متحده واجد شرایط بیمه درمانی خصوصی بودند یا حق استفاده از خدمات درمانی دولتی را داشتند. برای ۵۹٫۳ درصد از شهروندان، پوشش بیمه درمانی توسط کارفرما تأمین می‌شود، ۹/۸ درصد از ساکنین خود بیمه شده‌اند (بیمه مستقیم) و ۲۷٫۸ درصد از آنها حق استفاده از خدمات درمانی دولتی را دارند (با توجه به درصدها، لازم است ذکر شود که برخی افراد در طول سال وضعیت بیمه خود را تغییر داده‌اند و به همین دلیل چندین بار به ثبت رسیده‌اند.
در سال ۲۰۰۸، شهروندان آمریکا ۷٬۵۳۶ دلار سرانه را صرف مراقبت از سیستم بهداشت و درمان کردند، تقریباً دو برابر آلمان (۳٬۶۹۲ دلار) یا اتریش (۳۸۳۶ دلار) و هنوز هم به‌طور قابل توجهی بیشتر از سوئیس سیستم مراقبت‌های بهداشتی ایالات متحده گرانترین قیمت در سراسر جهان است.
در سال ۲۰۱۰ قانون حمایت از بیمار و مراقبت از خدمات مقرون به صرفه ("Obamacare") پس از یک بحث، اصلاحات فشرده تصویب شد. با این کار بیمه اجباری برای بیشتر ساکنان از سال ۲۰۱۴ آغاز شد. ساکنان کم درآمد یارانه دولتی را برای کمکهای بیمه درمانی دریافت می‌کنند و شرکت‌های بیمه درمانی از تبعیض درمورد مشتریان با بیماری‌های قبلی ممنوع هستند. تعداد شهروندان بدون پوشش بیمه درمانی خصوصی یا عمومی تا سال ۲۰۱۵ به ۲۹ میلیون یا ۹٫۱٪ از جمعیت کاهش پیدا کرد.

## تاریخ

افزایش در هزینه‌های مراقبت‌های بهداشتی. کل هزینه‌های مراقبت‌های بهداشتی به عنوان درصدی از تولید ناخالص ملی کشور محاسبه شد. موارد زیر با هم با رنگ‌های مختلف مقایسه می‌شوند: ایالات متحده (سبز زیتونی)، آلمان (قرمز)، اتریش (آبی)، سوئیس (آبی روشن)، انگلیس (بنفش) و کانادا (سبز)

،بیمه درمانی در ابتدا از نظر پزشکان آمریکایی بسیار محبوب نبود، از جمله موارد دیگر به دلیل ترس از اینکه می‌تواند قیمت‌ها را کاهش دهد. در سال ۱۹۱۹، انجمن پزشکی ایالت متحده آمریکا این شرط را تنظیم کرد که هیچ اتفاقی بین پزشک و بیمار رخ ندهد. در طول رکود بزرگ در دهه ۱۹۳۰، با این حال بسیاری از کارگران و همچنین پزشکان و بیمارستان‌ها مزایای بیمه درمانی را تشخیص دادند زیرا تنها معدودی از ساکنان پول کافی برای پرداخت پزشک در مواقع اضطراری داشتند. از طرف دیگر، بیمهٔ درمانی به ساکنان کمک کرد تا به تدریج پول برای خدمات بهداشتی بزرگتری را پس‌انداز کنند. در این مدت اولین شرکتهای بزرگ بیمه درمانی ایجاد شدند. اینها شرکتهای بیمه مستقلی با نام مشترک Blue Cross یا Blue Shield بودند که بیمه نامه‌های آنها را از هزینه‌های خدمات درمانی با مبلغ توافق شده‌ای درمقابل پرداخت حق بیمه ماهانه معاف می‌شدند. تا اواخر دهه ۱۹۶۰ رابطه غیرواسطه ای بین پزشک و بیمار وجود داشت که پزشک تحت تأثیر بیمه درمانی قادر به تصمیم‌گیری نبود. بیماران صورتحسابها را به شرکت بیمه خدمات درمانی ارسال می‌کردند، پرداخت کمک هزینه بیمار غیرمعمول بود. بیمارستانهای مستقل کوچکتر برای بیماریهای جدی تر وجود داشتند که بیشتر آنها به صورت غیرانتفاعی اداره می‌شدند.
در طول جنگ جهانی دوم، دستمزدها و قیمت‌ها مدتی تحت کنترل دولت بودند؛ بنابراین اتحادیه‌ها خواستند مزایای سلامتی را به جای افزایش دستمزد توسط کارفرما وعده داده شود. این تعداد ساعت صفر از پوشش بیمه درمانی با واسطه کارفرما است. سال ۱۹۶۰ هزینه سیستم بهداشت فقط ۵٫۲٪ از تولید ناخالص داخلی بود. هزینه‌های بهداشتی برای هر یک از ساکنان قبلاً ۲۰ درصد بیشتر از دومین کشور گران‌قیمت در مقایسه جهانی بود. تنها ۲۱٪ از کل هزینه‌های مراقبت‌های بهداشتی توسط شرکتهای خصوصی بیمه درمانی پرداخت شده‌است؛ تقریباً هیچ برنامه درمانی دولتی وجود نداشت؛ بنابراین اکثر ساکنین بیمه درمانی نداشتند، اما خودشان هزینه درمانی را پرداخت می‌کردند یا از مراجعه به پزشک صرف نظر می‌کردند. به دلیل پیشرفت‌های پزشکی در دهه ۵۰، جراحی نسبت به گذشته خطر کمتری پیدا کرد و احتمال بیشتری برای بهبودی داشت. به این طریق تقاضا برای خدمات بیمارستان و همچنین برای بیمه درمانی افزایش پیدا کرد.

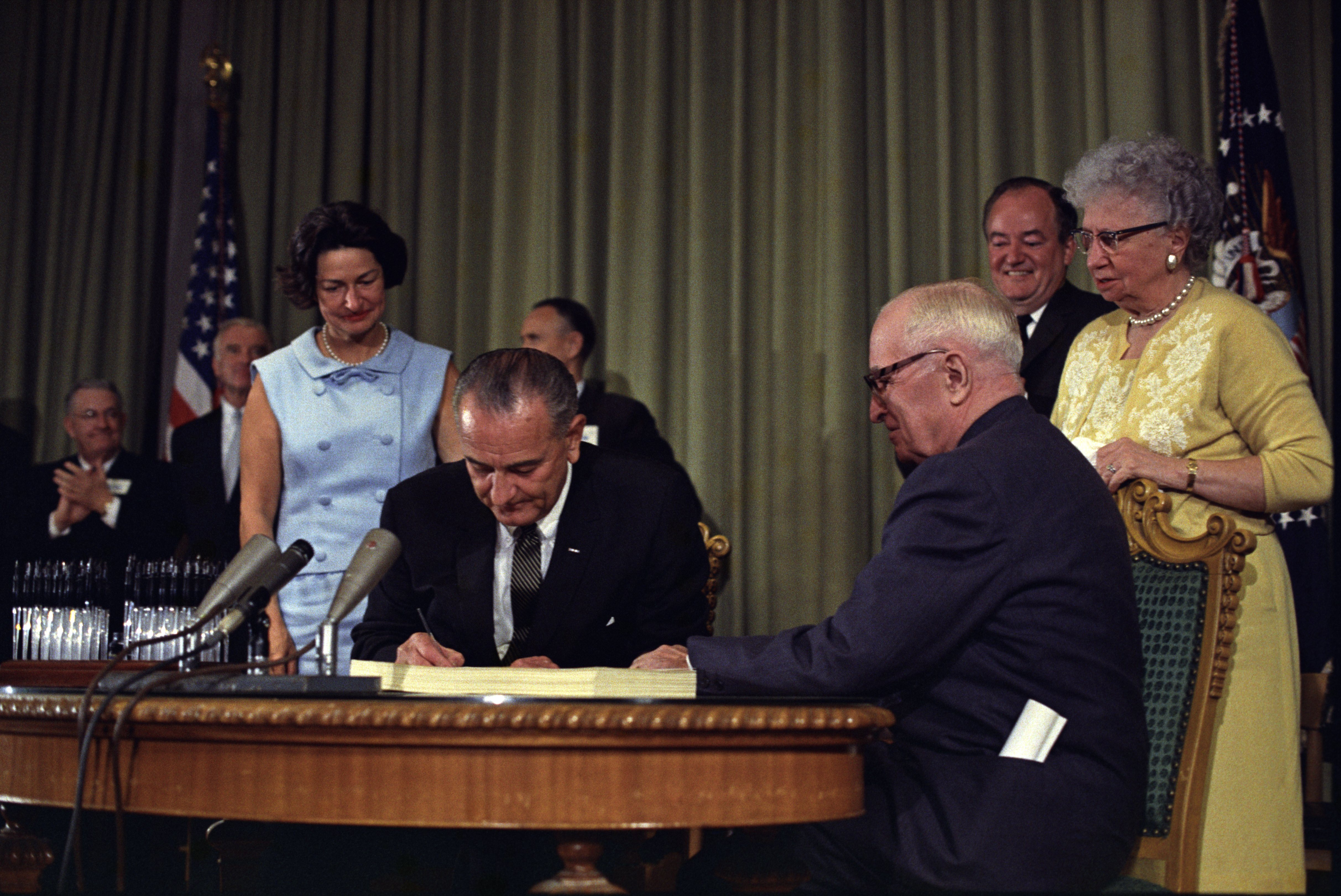
رئیس‌جمهور لیندون ب. جانسون در حال امضا کردن برای تأسیس مدیکر

در تاریخ ۳۰ ژوئیه سال ۱۹۶۵، رئیس‌جمهور لیندون ب. جانسون اضافاتی را با سیستم تأمین اجتماعی در سال ۱۹۳۵ به قانون تأمین اجتماعی ۱۹۶۵ داخل کرد. حمایت‌های بهداشتی که از طریق مالیات و کمک‌ها تأمین می‌شوند شامل شد.
- مدیکر یک برنامه ملی بیمه اجتماعی صندوق بیمه درمانی عمومی و فدرال در درجه اول برای افراد بالای ۶۵ سال و
- مدیکید، مراقبت‌های بهداشتی برای افراد نیازمند. این هزینه فقط از طریق مالیات‌های فدرال، ایالتی و محلی تأمین می‌شود.

### برنامه‌های اصلاحات رئیس‌جمهور ترامپ

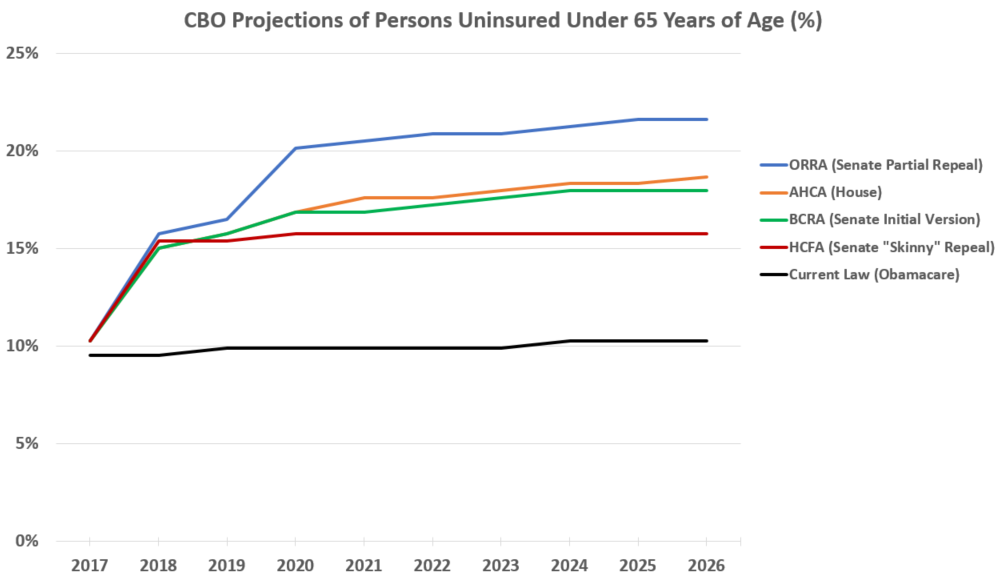
درصد تعداد افراد بدون پوشش بیمه درمانی زیر ۶۵ سال تحت ابتکارات مختلف قانونگذاری برای تغییر کارهای اوباما

با انتخاب دونالد ترامپ به عنوان رئیس‌جمهور، جمهوریخواهان می‌توانند از لحاظ تئوریک سیاست‌های قدیمی اوباما را لغو یا اصلاح کنند. با این وجود جریان‌های مختلفی وجود دارد: آزادی خواهان می‌خواهند سیاست‌های اوباما را بدون جایگزینی از بین بروند. برخی دیگر می‌خواهند آنها را به شدت اصلاح کنند، اما نمی‌خواهند آن را لغو کنند.
در تاریخ ۲۵ سپتامبر سال ۲۰۱۷، سومین تلاش برای اصلاح سیاست‌های اوباما پس از اعلام سناتور جمهوریخواه سوزان کالینز اعلام شد که او لایحه اخیر حزب خود را تأیید نمی‌کند. سناتورها رند پاول و جان مک کین پیش از این اعلام کرده بودند که به هیچ، رای می‌دهند. علاوه بر این، با پایان مهلت در سپتامبر ۲۰۱۷ که در آن لایحه لغو یا تغییر سیاست‌ها ممکن بود با اکثریت ۵۰ رای در مجلس سنا تصویب شود. از اکتبر سال ۲۰۱۷ به ۶۰ رای رسیده‌است و بعید است که سیاست‌های پیشین اوباما لغو شود.